# Політика пам'яті
Політика пам'яті — організація колективної пам'яті політичними агентами; політичні засоби, за допомогою яких події запам'ятовуються і записуються, або відкидаються. Зрештою, політика пам'яті може визначити спосіб написання та передачі історії. Спогади також впливають на культурні сили, наприклад популярна культура, а також соціальні норми. Це також було пов'язано з побудовою ідентичності.

## Кіпр
На обох сторонах конфлікту на Кіпрі підтримують широко розповсюджені та контрастні спогади подій, які розкололи острів. Термін «селективна пам'ять» використовують психологи про людей, що страждають на травми голови, яка зберігає деякі спогади, але мають амнезію щодо інших. Суспільна травма, така як війна, має, здається, подібний ефект. Спогади, які формуються з явища, спільного для багатьох країн, постраждалих війною та репресіями, можуть бути закарбовані радикально різними способами людьми, які мали досвід у схожих подіях.
Селективність також може служити політичною метою, наприклад, для обґрунтування претензій однієї групи до опозиційної групи. Кіпр — це болюча справа для цього явища. Тривалий конфлікт на острові відображає глибоке коріння в «батьківщинах» кіпрського-грецьких народів і кіпріоти-турків.

## Хорватія
Лорен А. Рівера (Гарвардський університет) вивчає, як держави «керують репутаціями» події "на глобальному етапі ". Рівера вирішила провести дослідження про стан Хорватії, щоб визначити, як уряд представляв свою країну перед міжнародною аудиторією після закінчення воєн югославського сецесії. Вона висунула гіпотезу, що основним каталізатором цієї зміни в міжнародній думці стала культурна реформація. Це емпіричне дослідження включало текстовий аналіз туристичних брошур, надрукованих урядом Хорватії (дослідження 1), інтерв'ю з 34 професіоналами туризму з хорватського уряду (дослідження 2) та спостереження за популярними визначними пам'ятками під час піку туризму Хорватії (дослідження 3). Дослідження 1 та вивчення 3 прийшли до висновку, що нова культурна ідентичність нації описує паралелі з західними суспільствами, створюючи «сильні символічні кордони між Хорватією та його східними сусідами» (Ривера). Професіонали у галузі туризму пояснюють цю зміну у культурі як спробу зробити Хорватію більш стабільним місцем для західних інвестицій та подорожей (дослідження 2).

## Німеччина
У Німеччині політика пам'яті (Geschichtspolitik) найчастіше асоціюється з тим, як запам'ятати націонал-соціалістичну епоху та Другу світову війну. Часто різні події цієї епохи були виміряні один проти одного і, таким чином, оцінювалися, наприклад, Голокост, війна проти Східної Європи з програмами етнічної чистки, а також бомбардування міст німецькими та союзними силами або вигнання німців із Східної Європи.
Виступи політиків часто мають справу з питаннями про те, як запам'ятати минуле. Річард фон Вайзсекер, будучи головою Бундестагу, визначив два способи запам'ятовування беззастережної капітуляції нацистської Німеччини в 1945 році в його знаменитій промові 1985 року: ця дата може розглядатися як поразка або звільнення. Вайзсекер підтримав останнє тлумачення. У зв'язку з цим такі моменти, як перший офіційний «День пам'яті жертв націонал-соціалізму», 20 січня 1996 р., Призвели до того, що Роман Герцог зазначив у своєму зверненні до парламенту Німеччини, що "пам'ять надає нам сили, оскільки це допомагає нам не збитися з дороги ". У подібній, але дещо протилежній мірі Герхард Шредер прагнув вийти за межі цього, сказавши, що покоління, яке вчинило подібні акти, пройшло, а нове покоління не має такої самої вини, тому що воно не було відповідальним.[джерело?]
Хороші приклади для політики пам'яті можна побачити в національних пам'ятках та дискурсах, що оточують їхню конструкцію. Будівництво меморіалу голокосту в пам'ять про вбитих євреїв Європи в центрі в Берліні відбулося з акціями протесту, але також із сильною підтримкою. Точно так само Національний меморіал жертвам війни та тиранії вважався неприйнятним деякими глядачами та обговорювалося питання про те, чи є недостатньою диференціація між жертвами та виконавцями, чи ні.
Питання, чи і як запам'ятати німців, вигнаних з Польщі після закінчення Другої світової війни, постійно обговорювалися як у Західній Німеччині, так і в Польщі. Такі питання настільки складні, що вимагають морального судження про ці події. Ці судження неймовірно відрізняються. Наприклад, Федерація німецьких вигнанців закликала Польщу виплатити компенсацію за втрачене майно німцям, яке після 1945 р. стало польською територією, твердження, яке Польща постійно відхиляла.
Точно так само в Німеччині були «дебати», чи із спадщини Другої світової війни випливає, що військові Німеччини повинні бути обмежені чисто оборонними засобами, такими як підтримання миру, або, навпаки, це спадщина може бути обґрунтуванням активного забезпечення прав людини, яке також може включати попереджувальні страйки.

## Радянський союз: політика історії
Хоча це і не отримало значного покриття, були проведені дослідження, в яких говорилося, що репресії Радянського союзу та відповідні «травматичні наслідки» заслуговують тої ж уваги, що і після Другої світової війни, яка була підсилена.

## Меморіали
Меморіали залишають живі спогади про конфлікти, як із вилученням меморіалів, часто в політичних цілях, наприклад,  в Литві під час радянських часів статуї з центру столиці були переміщені на кладовище, що викликало негативну реакцію з боку Росії.[джерело?]
Подібним чином, урочистості воєн проводяться у таких місцях, як Боснія, де пройшов концерт на 20-ту річницю боснійської війни.

## Ефективність та моральна відносність
Хоча моральний релятивізм німецького прикладу призвів до меншого політичного фашизму, інші ставили під сумнів, чи є політика пам'яті хороша справа. Хіба що «ті, хто не пам'ятає минуле, приречені повторювати це?» Велика частина літератури була написана з упевненістю, що це так.
Дивлячись на комісії з правди, а також на зусилля руйнівних суспільств, щоб «змиритися» з минулим, різні письменники, правозахисники, юристи, політичні теоретики, психоаналітики, журналісти, історики та філософи стверджували, що «забуття дорівнює безкарності» [ в той час як] безкарність є морально обурливою та політично небезпечною ". Було також аргументовано, що забуття погане, проте воно все ще відрізняється від доведення, що пам'ять це добре для суспільства. Було сказано, що пам'ять, як і все інше, може бути незграбно чи нерозумно використана, або навіть використовується для помилкових цілей або недобросовісно.
У. Г. Себальд бачить протилежний кінець загальноприйнятої визначеності, показуючи, що німецька амнезія, що оточувала  союзників бомбардувальними килимами 131 місто Німеччини, перетворивши безліч німецьких міст на величезні некрополи, і призвівши до того, що внаслідок цього загинули в середньому 600 000 людей, серед яких мільйони внутрішніх біженців. Проте було сказано, що політика пам'яті може сприяти формуванню стратегій досягнення примирення в постконфліктних ситуаціях. Це може бути використано активістами, власниками капіталу, аналітиками політики та науковцями для вирішення існуючих парадигм, з тим щоб досягти деяких зразків справедливості та примирення після глибокого внутрішнього конфлікту.[джерело?][ким?]

## В літературі
Відкриття історії Мілана Кундера в Книзі сміху та забуття, яка є про чеського чиновника, який позує з іншими посадовими особами для фотографії взимку. Чоловік дає свою шапку, щоб покрити лисину голови свого начальника, і фото зроблено. Пізніше, коли він випадає з ласки і засуджується і вилучається з офіційних документів, він навіть знімає з фотографій повітря; все, що залишається від нього, — його шапка.
Вінстон Черчілль, сказав, що «історія написана переможцями». Точність і значення цього твердження все ще обговорюються.
Автобіографія Рауля Гілберга називається «Політика пам'яті».